# Lycium bosciifolium
Lycium bosciifolium là loài thực vật có hoa trong họ Cà. Loài này được Schinz mô tả khoa học đầu tiên năm 1911.